# Hofstelsel

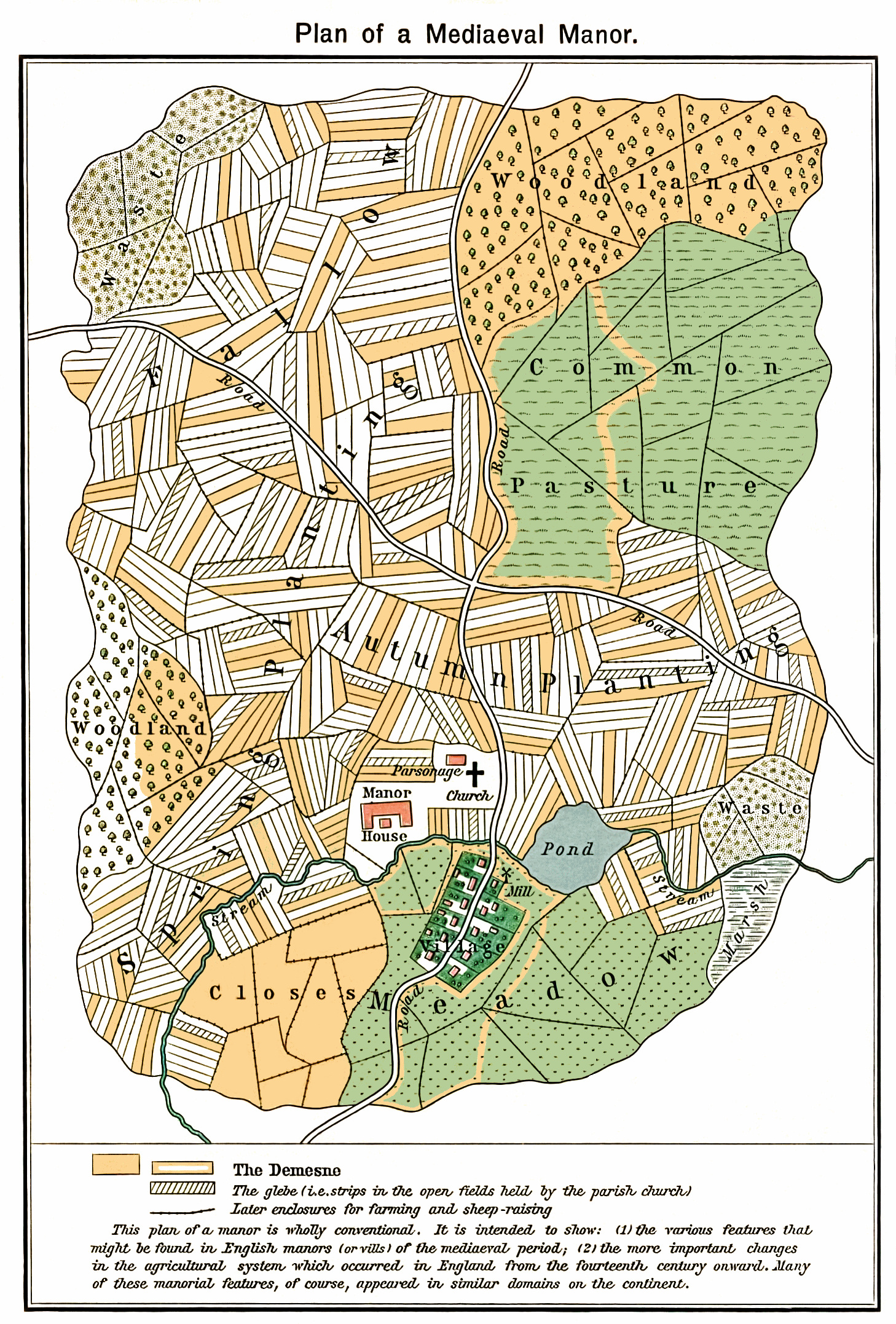
Plattegrond van een fictieve vroonhoeve, William R. Shepherd 1923.

Het hofstelsel, domaniaal systeem, mansus-systeem of domeinstelsel is een in de vroege middeleeuwen ontstane wijze van exploitatie van landgoederen (hoven, domeinen) op basis van het tweeledig domein. Onder de Duitse term Grundherrschaft worden zowel de organisatie van grotere heerlijkheden als het hofstelsel voor organisatie van de lagere heerlijkheden verstaan. Cijnshoven of laathoven zijn een overblijfsel van het hofstelsel.
Het hofstelsel gaat verder terug dan het leenstelsel en dateert uit de Romeinse tijd die het op hun beurt weer aan de Grieken hadden ontleend. Het principe was simpel: grond dat in eigendom was van een landeigenaar (een heer, overheid of de kerk) werd tegen een jaarlijkse betaling (cijns) in gebruik gegeven aan een landbewerker.

## Stelsel
Het hofstelsel voor een landgoed of domein van een middeleeuwse heer bestond uit vier onderdelen:
- een centraal hof, een curtis of vroenhof van waaruit de exploitatie werd georganiseerd;
- land dat bewerkt werd in naam van de heer;
- land (met de boerderijen of mansi) dat aan horige boeren of (laten) in bruikleen werd gegeven;
- een rechtbank.

De domeinheer liet het bouwland bij het centrale hof bewerken door de onvrije horigen op het hof; dit bouwland werd de terra indominicata genoemd. Het tweeledig domein bestond uit het 'saalland' (terra salica of terra dominicalis) dat voor de eigen exploitatie van de heer was, en het terra mansionaria, het hoevenland dat uitgegeven was aan de horige boeren.
De exploitatie werd georganiseerd vanuit centraal gebouw, waarbij een hoeveelheid land behoorde. Dit vroenhof werd geëxploiteerd door een villicus of meier.

## Horigen
De horigen kregen een mansus, een stuk 'eigen' grond, ook hoeve genoemd als een standaardoppervlakte van tien à vijftien hectare). Deze diende voor zijn levensonderhoud en dat van zijn familie. In ruil diende de horige aan de heer een cijns in geld of in natura betalen zoals het leveren van bepaalde goederen uit de productie van het eigen land. En de heer beschikte over allerhande rechten zoals de horige boeren als herendienst het aan de centrale hof toebehorende land bewerken, het uitvoeren van reparaties aan wegen, gebouwen en hekwerken, het leveren van geweven stoffen, enzovoort. En de heer had recht op de keurmede, het beste stuk uit de erfenis van de horige. Op deze wijze kon de grootgrondbezitter bij het ontbreken van handel toch in al zijn behoeften voorzien (autarkie).
De horigen of laten vielen onder de jurisdictie van een eigen rechtbank van de curtis: het laatgerecht of hofgericht.